# Nainereis quadricuspida
Nainereis quadricuspida är en ringmaskart som först beskrevs av Fabricius 1780.  Nainereis quadricuspida ingår i släktet Nainereis och familjen Orbiniidae. Inga underarter finns listade i Catalogue of Life.